# جنت اسکات
جنت اسکات (انگلیسی: Janette Scott؛ زادهٔ ۱۴ دسامبر ۱۹۳۸) یک هنرپیشه اهل انگلستان است. وی بین سال‌های ۱۹۴۲ تا ۱۹۶۷ میلادی فعالیت می‌کرد.

## بخشی از فیلمشناسی
از فیلم‌ها یا برنامه‌های تلویزیونی که وی در آن نقش داشته‌است می‌توان به آثار زیر اشاره کرد.
- توطئه‌چی (فیلم) (۱۹۴۹)
- جعبه جادویی (فیلم) (۱۹۵۱)
- هلن تروآ (فیلم) (۱۹۵۶)
- پارانویک (۱۹۶۳)